# Sfere celesti

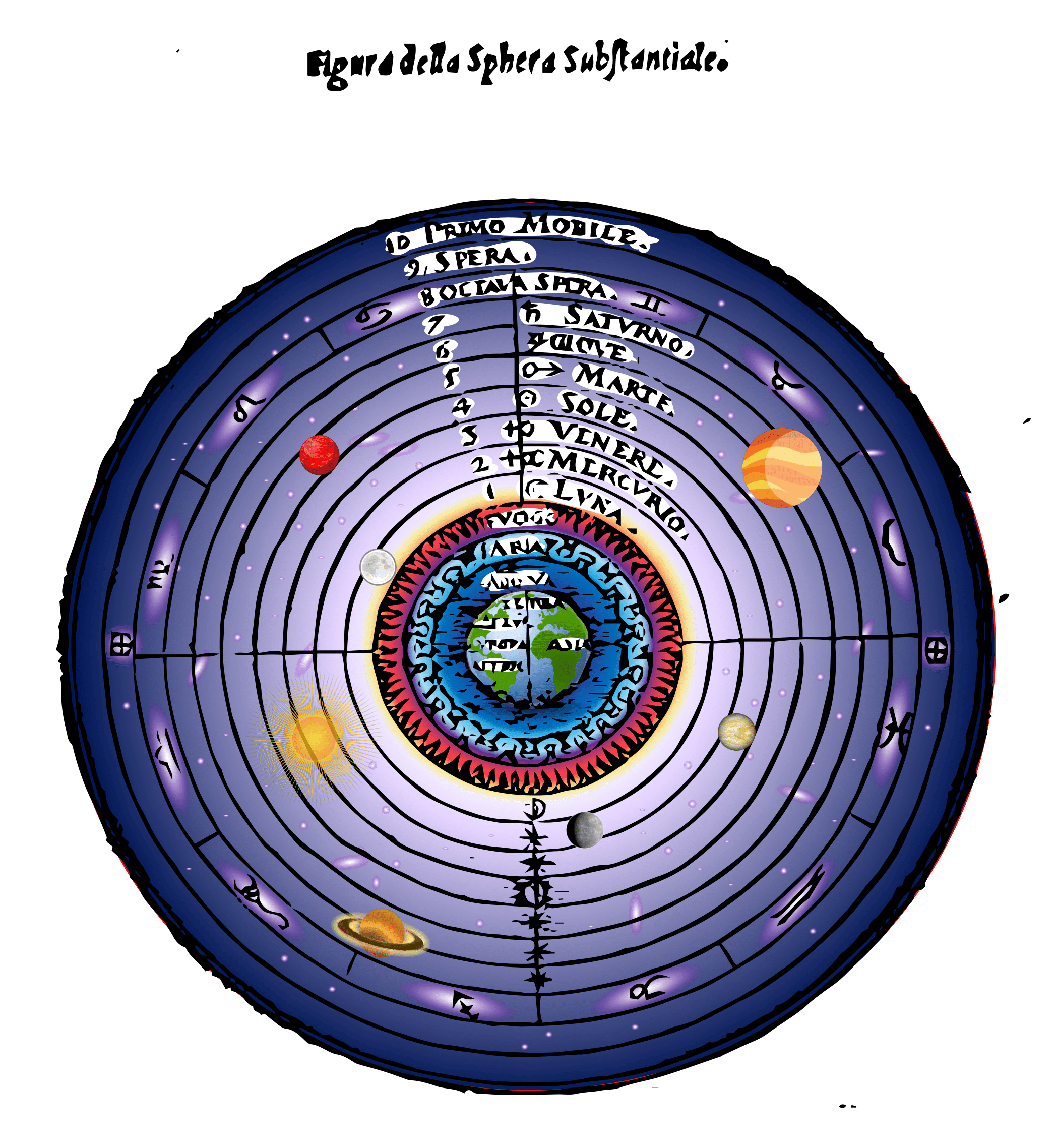
Le sfere celesti nella visione geocentrica dell'universo, che distingueva i quattro cerchi elementari del mondo sublunare (terra, acqua, aria, fuoco), dai nove cieli soprastanti, corrispondenti alle orbite della Luna, di Mercurio, di Venere, del Sole, di Marte, Giove, Saturno, delle Stelle fisse (ottava sfera), e di un Primo mobile.

L'antico concetto di sfera celeste, diverso da quello attuale, risale alla concezione geocentrico-tolemaica, sistematizzata dall'astronomia greca, nella quale si pensava che il cielo fosse fatto a strati, ossia che le stelle ed i pianeti fossero fissati su delle sfere simili ad orbite, di diversa grandezza, situate l'una dentro l'altra e aventi come centro la Terra. 
Il moto dei corpi celesti come il Sole o la Luna era dovuto al movimento rotatorio di queste sfere, che spostandosi li trascinavano con sé. Si trattava di traiettorie circolari trasparenti e invisibili, che a differenza però del concetto moderno di «orbita», erano ritenute costituite di una sostanza reale, ovvero di etere, un elemento cristallino di natura spirituale e incorruttibile, non presente nel mondo sublunare terrestre.

## Cosmologia antica
Pitagora intravedeva nelle orbite celesti delle relazioni matematiche che producevano un'armonia celestiale, la cosiddetta «musica delle sfere», impercettibile all'orecchio umano, capace di influire sulla qualità della vita terrena.
Nell'ambito dell'astronomia greca, il concetto di sfere celesti fu sistematizzato da Eudosso di Cnido, per il quale esse erano omocentriche, avendo un unico centro di rotazione in cui si trovava la Terra. Su ognuna, rotante con un moto circolare ed uniforme differente da quello delle altre, vi era poi incastonato un pianeta. 
Poiché tuttavia tali pianeti sembravano seguire una traiettoria irregolare, a differenza delle stelle più lontane dette perciò «fisse», egli teorizzò che ognuno di essi fosse mosso non da una, ma da un insieme di più sfere, le cui combinazioni rendessero ragione degli spostamenti planetari altrimenti inspiegabili come quelli retrogradi ed i loro stazionamenti periodici: per le stelle fisse fu facile attribuire una sola sfera mobile attorno alla terra immobile, mentre per i pianeti il movimento veniva spiegato con una prima sfera che induceva un moto diurno, un'altra per il moto mensile ed infine una terza ed una quarta con diverso orientamento dell'asse per il moto retrogrado. Tenendo conto che il Sole e la Luna ne possedevano tre, si giunge ad un sistema di ben 27 sfere.
Callippo di Cizico aggiunse altre 7 sfere al sistema di Eudosso, portando il totale a 34 sfere, per spiegare le evidenze osservative, relative in particolare alle variazioni di velocità angolare del Sole e della Luna.
Aristotele ne aggiunse ancora altre, formulando un complicato sistema di meccaniche celesti con 55 sfere, divenute necessarie per rendere maggiormente ragione delle irregolarità delle traiettorie dei pianeti, in greco πλάνητες (plànētes), che significa appunto «errante», così chiamati per distinguerli dalle supreme stelle «fisse», dotate viceversa di moto regolare.
Una concezione cosmologica è presente anche in Platone, che però non menziona le sfere celesti.

## Le Intelligenze motrici
Il concetto di sfera celeste rimase tuttavia sostanzialmente identificabile con quello di «cielo», che nella cosmologia religiosa corrispondeva non solo ad un cerchio nello spazio, ma anche ad uno stato di coscienza, progressivamente più elevato quanti più erano i cieli. 

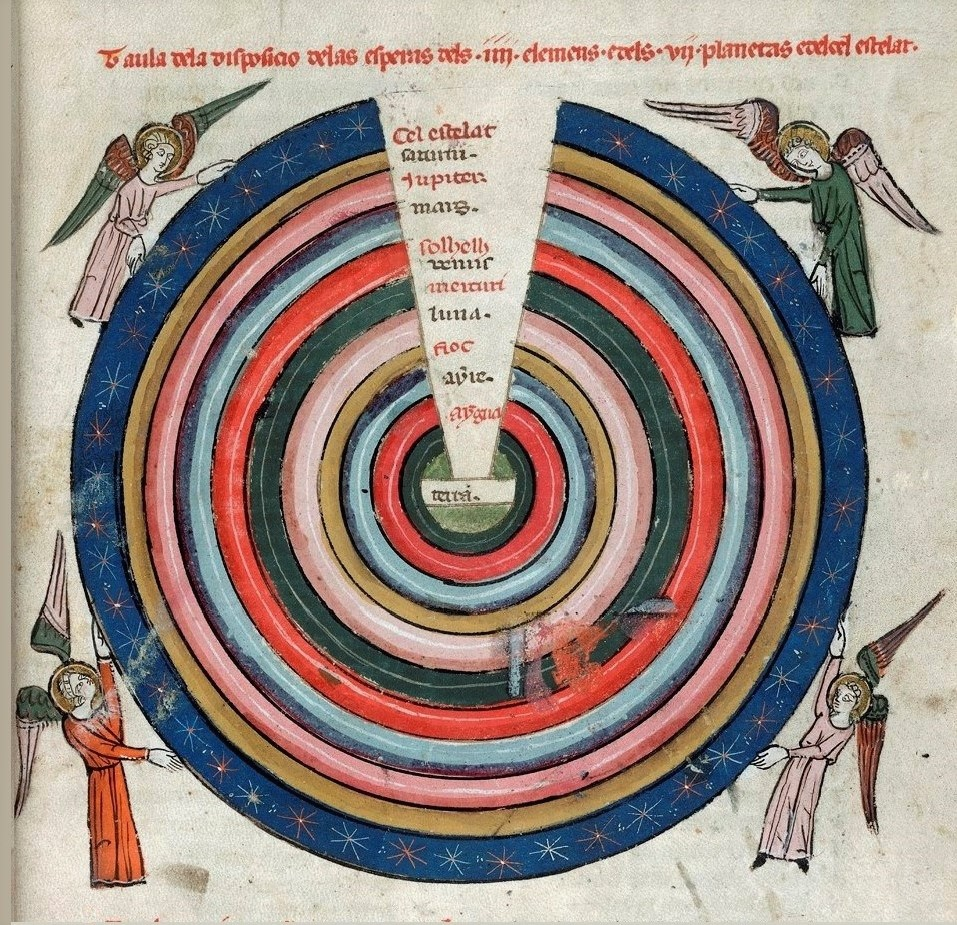
Intelligenze motrici delle sfere celesti in sembianze di Angeli, dal trattato Le breviari d'amor di Matfre Ermengaud di Béziers, XIV sec., ms. Royal 19 C. I, folio 50 retro, Tolosa (Francia)

Sin dall'antichità infatti le sfere del cielo risultavano gerarchicamente strutturate man mano che si avvicinavano al limite supremo in cui risiedeva il divino.
Il cielo più alto, secondo Aristotele, era quello delle stelle fisse o zodiaco, detto anche primo mobile perché metteva tutte le altre sfere in movimento. Esso risultava mosso direttamente dalla Causa prima o Motore immobile, identificabile con la divinità suprema, in una maniera tuttavia non meccanica o causale, dato che Dio, essendo «atto puro», era assolutamente immobile, oltre ad essere privo di materia e quindi non localizzabile da nessuna parte.
Il primo mobile piuttosto si muoveva per un desiderio di natura intellettiva, cioè tendeva a Dio come propria causa finale. Cercando di imitare la sua perfetta immobilità, esso era contraddistinto dal moto più regolare e uniforme che ci fosse: quello circolare.
Dal primo mobile partiva poi l'impulso al moto di tutte le altre sfere, in cui risiedevano le altre divinità, che erano le «intelligenze motrici» responsabili ognuna del movimento del suo rispettivo cielo, dotato quindi di intelletto e anima secondo anche la concezione neoplatonica: poteva esservi un'entità per ogni cielo, oppure uno per ogni singolo movimento del pianeta, dato dalla somma di più movimenti semplici. Vi era così, in ordine digradante fino alla Terra, il cielo di Saturno, di Giove, di Marte, del Sole, di Venere, di Mercurio, e infine della Luna: il nome di un pianeta designava in particolare l'intera orbita, e non il solo corpo fisico. Si trattava cioè di vere e proprie sfere d'influenza, o zone di pertinenza, caratterizzate ognuna dalla sua rispettiva qualità astrologica.
Con Claudio Tolomeo giunse a perfezione il modello geocentrico, con l'aggiunta di epicicli e deferenti che riuscivano a giustificare tutti i moti dei pianeti, compresi quelli retrogradi, rispetto alla volta celeste. E per ovviare al fatto che persino le stelle fisse possedevano un lento moto irregolare, dovuto alla precessione degli equinozi scoperta da Ipparco, Tolomeo introdusse un nono cielo al di sopra di esse, identificandolo col primo mobile, distinto dall'ottava sfera aristotelica.

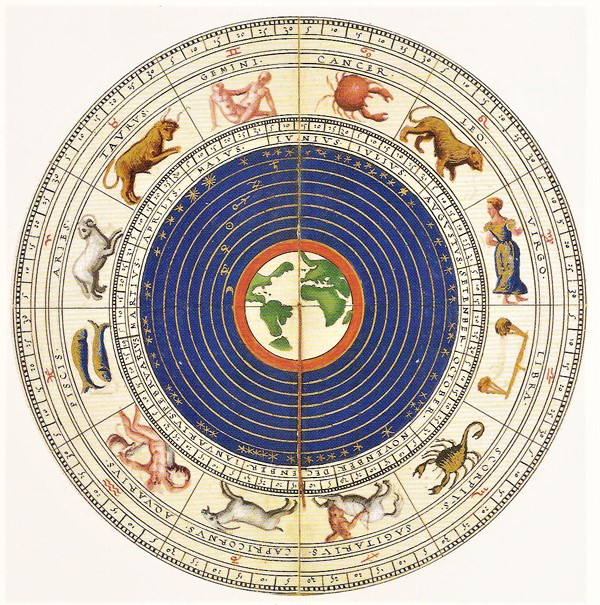
Miniatura di Battista Agnese raffigurante una Mappa Mundi attorniata dalle sfere celesti da uno Zodiaco (XVI sec.)

(Dante Alighieri, Convivio, II, 3, 5)
Con la cosmologia medievale, alle nove sfere furono associate una delle nove gerarchie angeliche della tradizione cristiana risalente al De coelesti hierarchia di Dionigi l'Areopagita. Come nell'antichità greco-romana ogni divinità era collocata in un suo proprio cielo, allo stesso modo risultava concepito ogni coro degli angeli, preposto al moto di rivoluzione del suo rispettivo pianeta, espressione del suo anelito al divino. Come sintetizzato da Dante Alighieri:
«[...] resta di mostrare chi sono questi che 'l muovono. È adunque da sapere primamente che li movitori di quelli [cieli] sono sustanze separate da materia, cioè Intelligenze, le quali la volgare gente chiamano Angeli. [...] Nessuno dubita, né filosofo né gentile né giudeo né cristiano né alcuna setta, ch'elle non siano piene di tutta beatitudine, o tutte o la maggior parte, e che quelle beate non siano in perfettissimo stato».
Parlando ad esempio del cielo di Venere, Dante si rivolge così ai Principati:
udite il ragionar ch'è nel mio core.»
(Dante Alighieri, Convivio, trattato II, canzone prima )
L'ordine delle nove sfere del Paradiso, attraversate da Dante nella sua Divina Commedia, risultava così associato ai seguenti pianeti dell'astrologia e cori di angeli:
| Sfere      | Pianeti                | Gerarchie   |
| ---------- | ---------------------- | ----------- |
| I Cielo    | Luna                   | Angeli      |
| II Cielo   | Mercurio               | Arcangeli   |
| III Cielo  | Venere                 | Principati  |
| IV Cielo   | Sole                   | Potestà     |
| V Cielo    | Marte                  | Virtù       |
| VI Cielo   | Giove                  | Dominazioni |
| VII Cielo  | Saturno                | Troni       |
| VIII Cielo | Stelle fisse (Zodiaco) | Cherubini   |
| IX Cielo   | Primo mobile           | Serafini    |

La rivoluzione astronomica operata da Niccolò Copernico e Newton distrusse in seguito la visione dei cieli o delle sfere orbitanti, sostituendoli con una concezione meccanicistica e inerziale delle traiettorie delle orbite percorse dai rispettivi pianeti.